# كاسر الحجر
كاسر الحجر أو السَّفْرِس (الاسم العلمي:Saxifraga) هو جنس من النباتات يتبع فصيلة كاسرات الحجر من رتبة كاسريات الحجر.

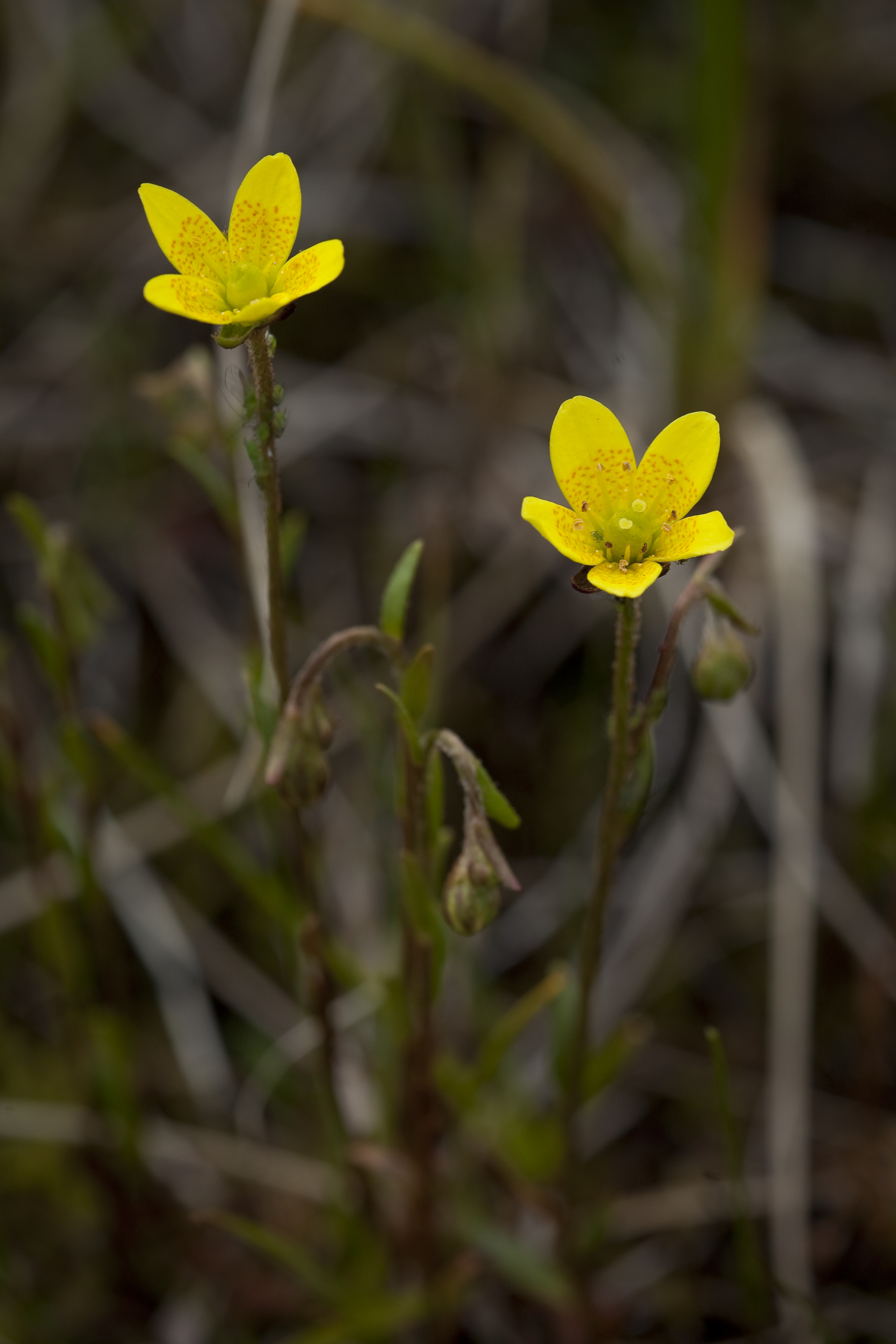
كاسر الحجر الألاسكي
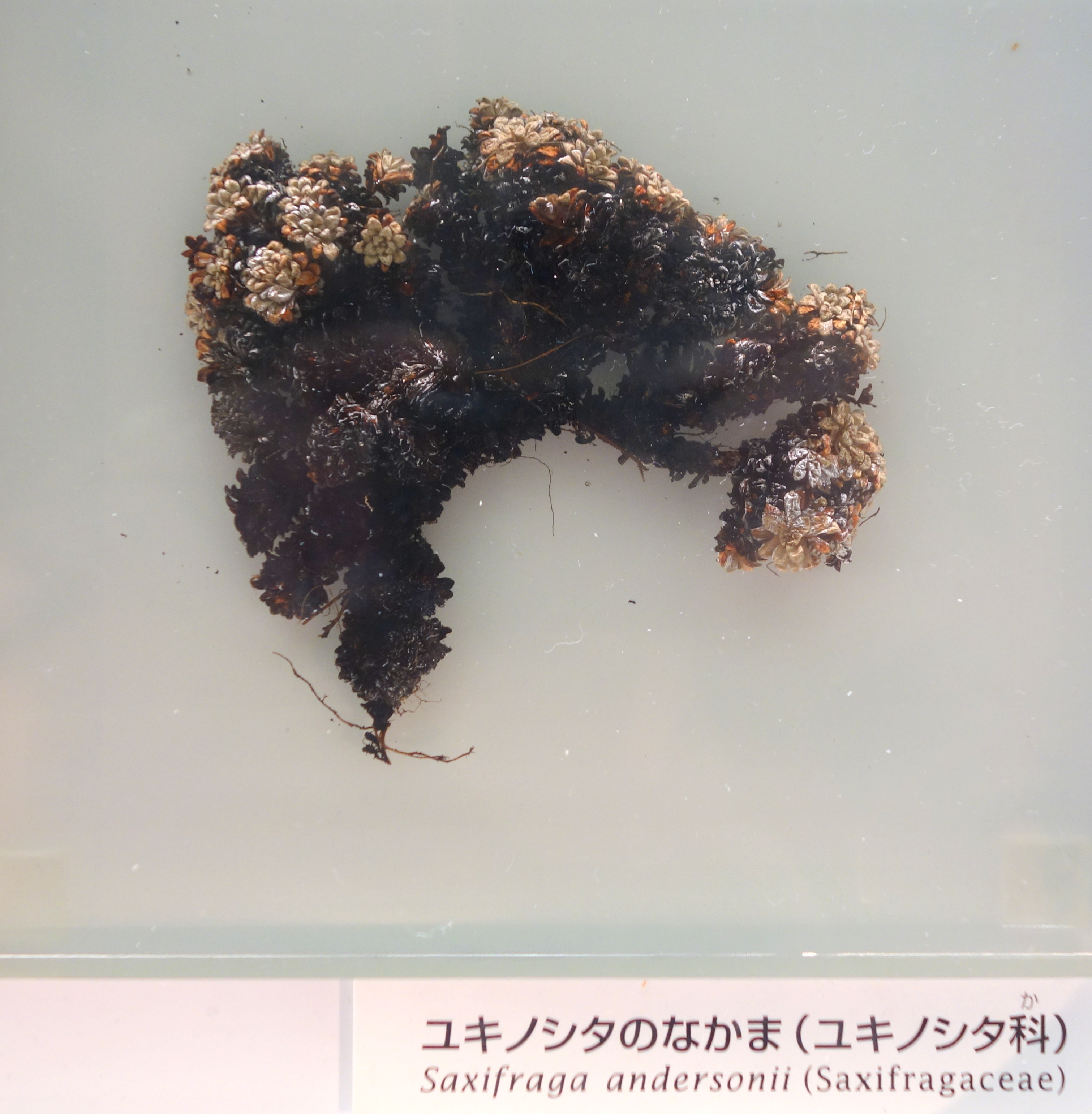
كاسر الحجر الأندرسوني
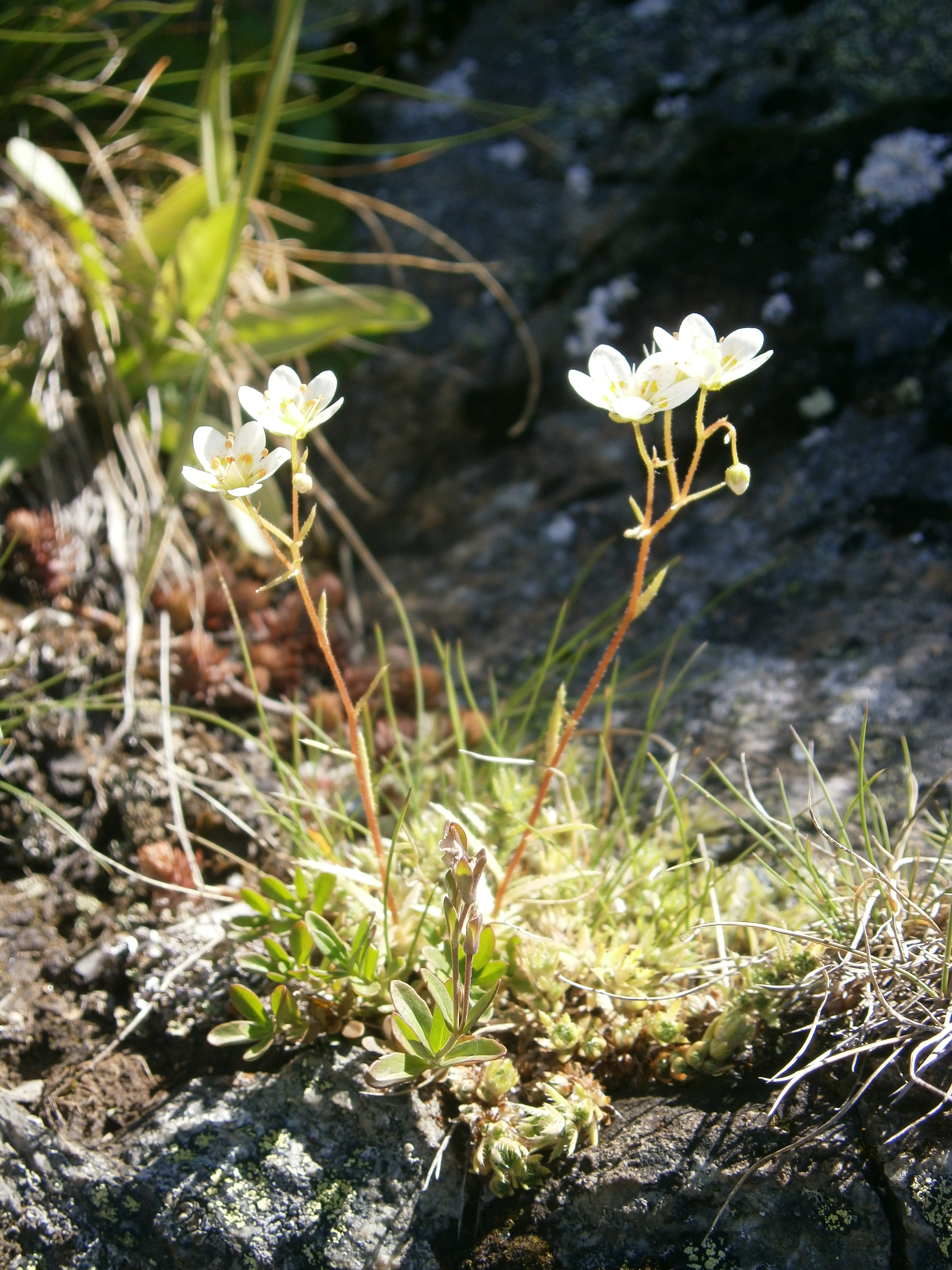
كاسر الحجر خشن السويق
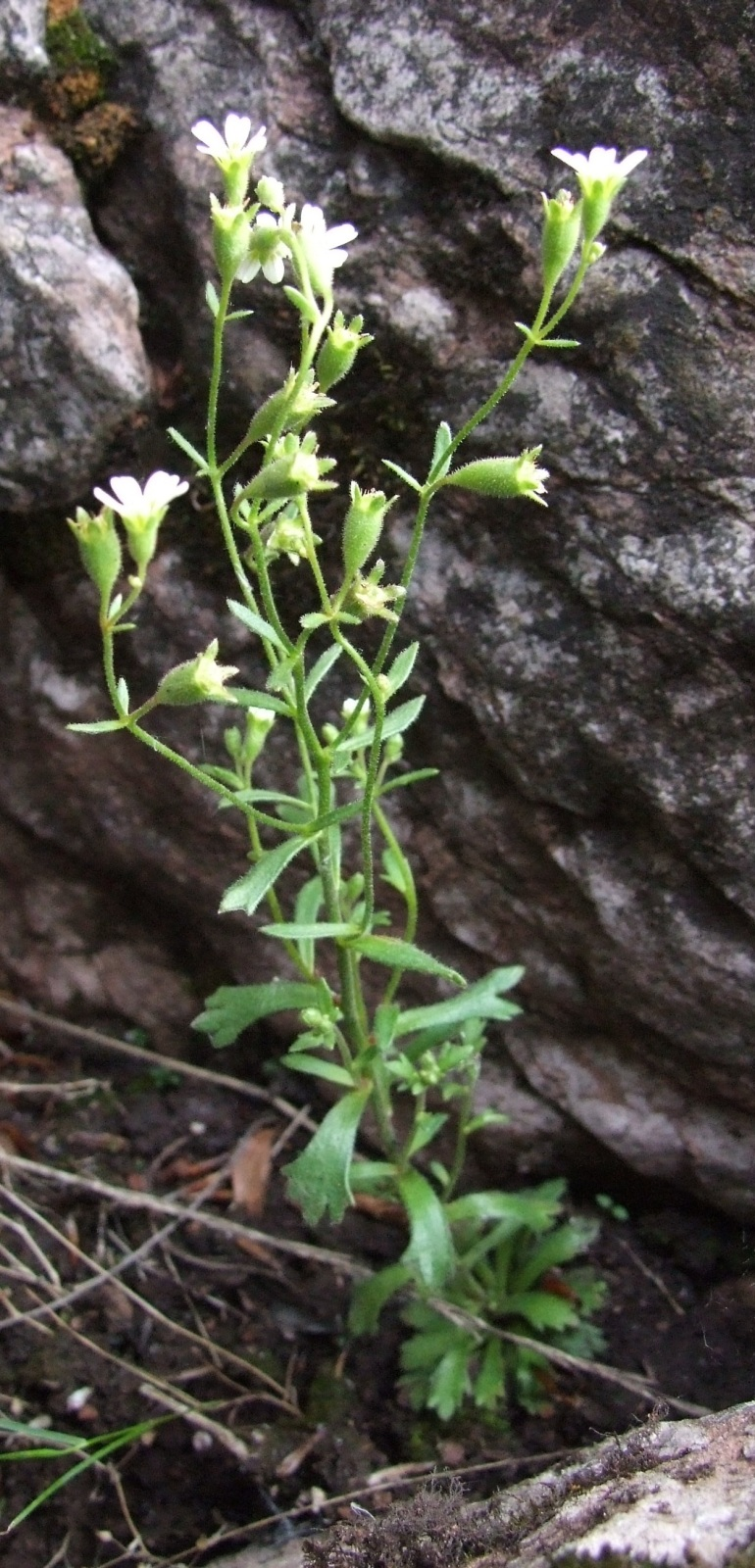
كاسر الحجر الصاعد
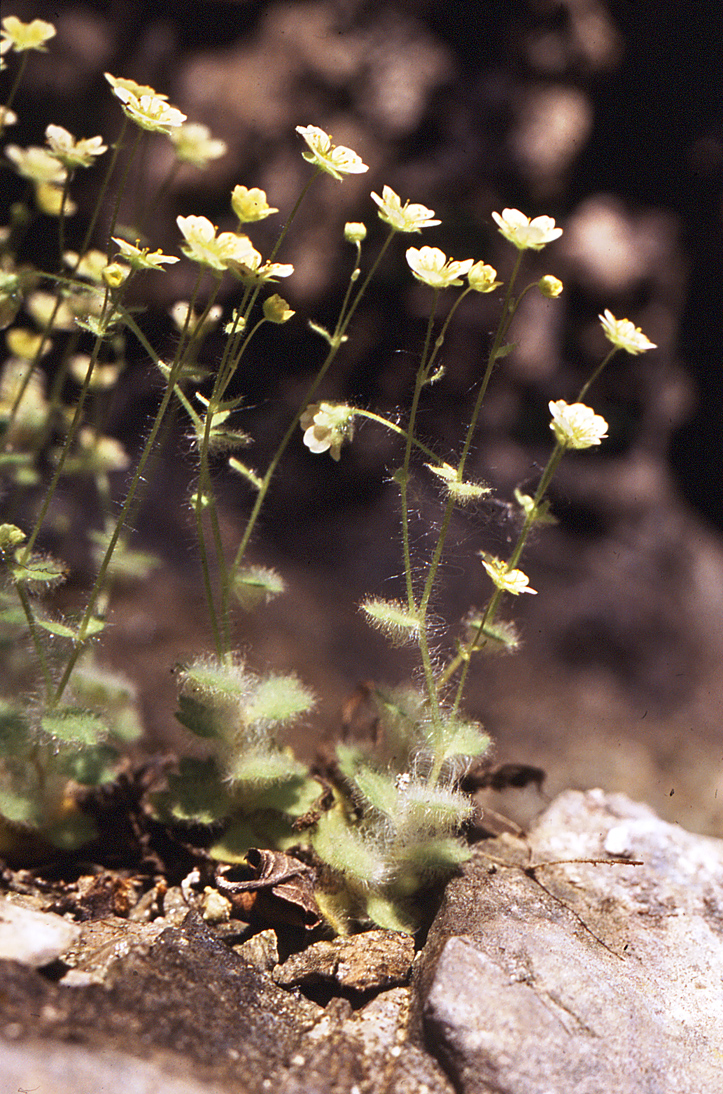
كاسر الحجر العنكبوتي
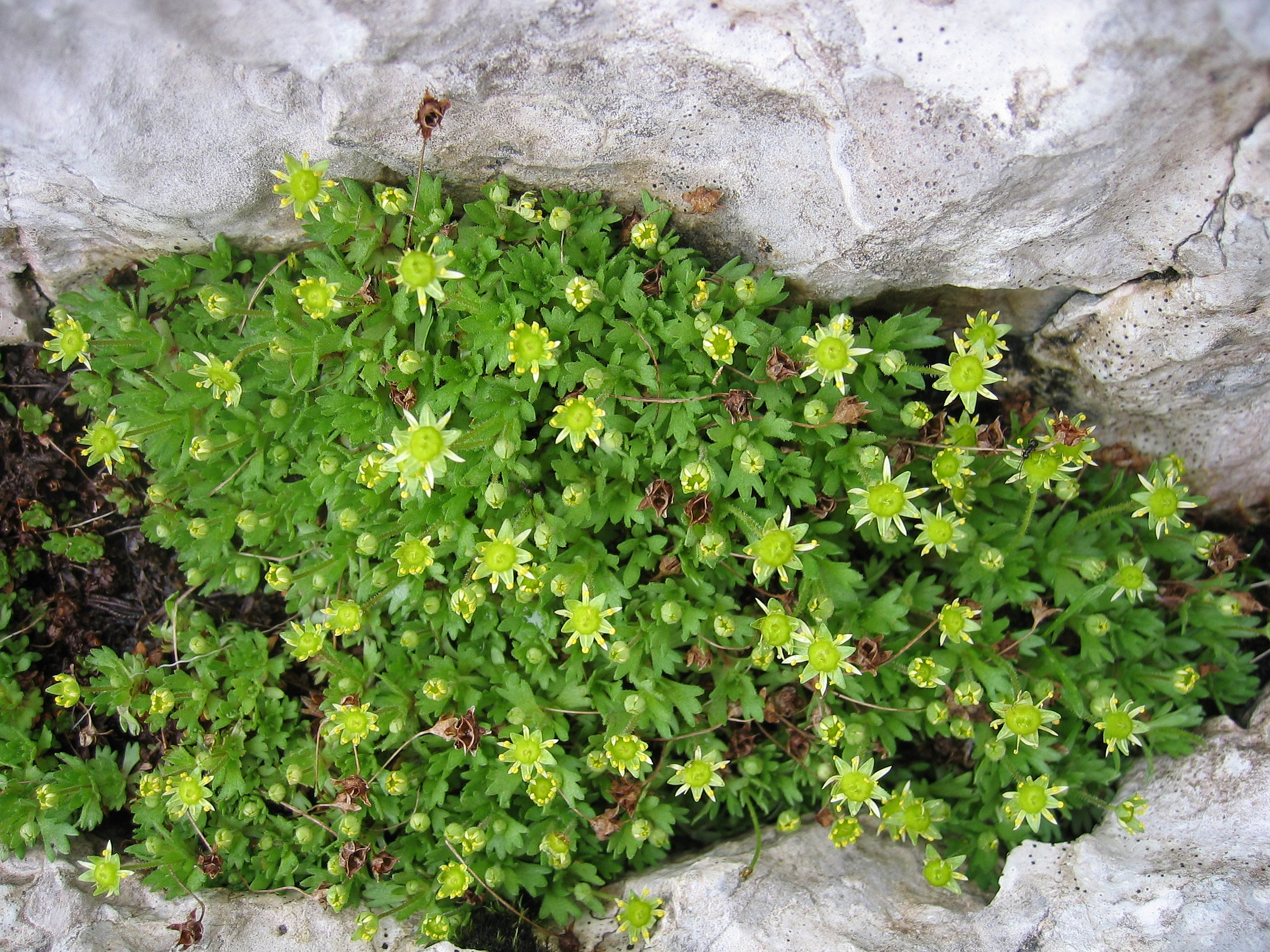
كاسر الحجر اللاورقي
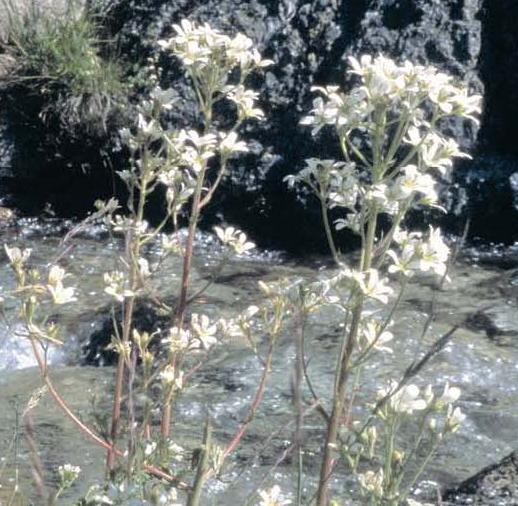
كاسر الحجر المائي

## أنواع كاسر الحجر
- كاسر الحجر القاتم
- كاسر الحجر الأفغاني
- كاسر الحجر الألاسكي
- كاسر الحجر الأندرسوني
- كاسر الحجر الحاد
- كاسر الحجر خشن السويق
- كاسر الحجر الرفيع
- كاسر الحجر الصاعد
- كاسر الحجر اللابتلي
- كاسر الحجر العنكبوتي
- كاسر الحجر اللاورقي
- كاسر الحجر المائي
- كاسر الحجر إيداهو
- كاسر الحجر الإيطالي
- كاسر الحجر أجرد الساق
- كاسر الحجر الأذيني
- كاسر حجر الشمال الأقصى
- كاسر الحجر أليف الجبال
- كاسر الحجر ببليشي الورق
- كاسر الحجر البراتي
- كاسر الحجر البرتقالي
- كاسر الحجر البرزفالسكي
- كاسر الحجر التكساني
- كاسر الحجر التيبتي
- كاسر الحجر ثلاثى الشعب
- كاسر الحجر ثنائي الأزهار
- كاسر الحجر ثنائي التفرع
- كاسر الحجر الجزري
- كاسر الحجر الجليدي
- كاسر الحجر الجورجي
- كاسر الحجر خطي الأوراق
- كاسر الحجر داودي
- كاسر الحجر الداوشنغي
- كاسر الحجر ذهبي الأزهار
- كاسر الحجر الرئدي
- كاسر الحجر السنتراني
- كاسر الحجر سيدومي الشكل
- كاسر الحجر السيفني
- كاسر الحجر الشفيف
- كاسر الحجر طويل الأوراق
- كاسر الحجر العريض
- كاسر الحجر الغروي
- كاسر الحجر الغونغشاني
- كاسر الحجر الفورتيوني
- كاسر الحجر الفوريستي
- كاسر الحجر قصير الساق
- كاسر الحجر القنواتي
- كاسر الحجر القوقعي
- كاسر الحجر الظلي
- كاسر الحجر السرعي
- كاسر الحجر السرنجي
- كاسر الحجر الطحلبي
- كاسر الحجر المخروطي
- كاسر الحجر مستطيل الورق
- كاسر الحجر المغيار
- كاسر الحجر مستدير الورق
- كاسر الحجر الكاروليني
- كاسر الحجر الكاليفورني
- كاسر الحجر كبير الكأسية
- كاسر الحجر الكلوسي
- كاسر الحجر الكوتشي
- كاسر الحجر الكورسيكي
- كاسر الحجر الكورشنسكي
- كاسر الحجر الكولومبي
- كاسر الحجر الكوماروفي
- كاسر الحجر المتأخر
- كاسر الحجر المتضيق
- كاسر الحجر متقابل الأوراق
- كاسر الحجر المتوسط
- كاسر الحجر مفرض الأوراق
- كاسر الحجر المقدس
- كاسر الحجر المنخفض
- كاسر الحجر المنعكس
- كاسر الحجر الموركروفتي
- كاسر الحجر نصف كروي
- كاسر الحجر النطلي
- كاسر الحجر الهالي
- كاسر الحجر الواردي
- كاسر الحجر الواليشياني
- كاسر الحجر أليف الجبال
- كاسر الحجر البترائي
- كاسر الحجر المحروث
- كاسر الحجر الميدوغي
- كاسر الحجر النيفادي
- كاسر الحجر الهلبي
- كاسر الحجر الهوكري
- كاسر الحجر الوردي
- كاسر الحجر الثلاثي
- كاسر الحجر ثلاثي الشرفات
- كاسر الحجر خيطي الساق
- كاسر الحجر أسود الوسط
- كاسر الحجر متباين الأوبار
- كاسر الحجر متنوع الأوراق
- كاسر الحجر الثلجي
- كاسر الحجر الجبلي
- كاسر الحجر الرقيق
- كاسر الحجر السامح
- كاسر الحجر السوطي
- كاسر الحجر السيبيري
- كاسر الحجر الغاسبي
- كاسر الحجر القزمي
- كاسر الحجر القوانغشي
- كاسر الحجر الماجلاني